# Монтиньи-ле-Шерльё
Монтиньи́-ле-Шерльё (фр. Montigny-lès-Cherlieu) — коммуна во Франции, находится в регионе Франш-Конте. Департамент — Верхняя Сона. Входит в состав кантона Витре-сюр-Манс. Округ коммуны — Везуль.
Код INSEE коммуны — 70362.

## География
Коммуна расположена приблизительно в 290 км к юго-востоку от Парижа, в 65 км севернее Безансона, в 33 км к северо-западу от Везуля.
По территории коммуны протекает река Ужот.

## Население
Население коммуны на 2010 год составляло 177 человек.
| 1962 | 1968 | 1975 | 1982 | 1990 | 1999 | 2010 |
| ---- | ---- | ---- | ---- | ---- | ---- | ---- |
| 285  | 259  | 219  | 196  | 169  | 152  | 177  |

## Администрация
| Период | Период | Фамилия      | Партия | Примечания |
| ------ | ------ | ------------ | ------ | ---------- |
| 1950   | 1953   | Луи Руссе    |        |            |
| 1953   | 1959   | Поль Петито  |        |            |
| 1959   | 1995   | Жан Плансон  |        |            |
| 1995   | 2008   | Шарль Мурло  |        |            |
| 2008   | 2014   | Андре Никола |        |            |

## Экономика
Основу экономики составляет сельское и лесное хозяйство.
В 2010 году среди 98 человек трудоспособного возраста (15—64 лет) 61 были экономически активными, 37 — неактивными (показатель активности — 62,2 %, в 1999 году было 67,8 %). Из 61 активных жителей работали 57 человек (30 мужчин и 27 женщин), безработными было 4 (3 мужчин и 1 женщина). Среди 37 неактивных 3 человека были учениками или студентами, 21 — пенсионерами, 13 были неактивными по другим причинам.

## Достопримечательности
- Руины аббатства Шерльё[фр.] (XII век). Исторический памятник с 1984 года[3]
- Церковь Успения, построенная на месте старой церкви XII века
- Статуя Богородицы с видом на деревню. Была возведена в благодарность за спасение деревни от эпидемии холеры в 1854 году. Статуя была освящена 15 августа 1857 года кардиналом Гуссе.

## Фотогалерея
- Руины аббатства Шерльё
- Церковь Успения
- Статуя Богородицы
- Мост через реку Ужот